# Понятов, Михаил Осипович
Михаил Осипович Понятов (8 ноября 1905, с. Титовка Самарского уезда Самарской губернии — 27 марта 1986, Ленинград) — советский живописец, член Ленинградского Союза художников.

## Биография
Родился 8 ноября 1905 года года в селе Титовка Самарского уезда Самарской губернии в большой крестьянской семье. По национальности мордвин. Его отец Осип Илларионович Понятов и мать Мавра Степановна Понятова (в девичестве Мужикова) воспитали восемь детей. По воспоминаниям М. Понятова, «земли своей у семьи почти не было, поэтому и родителям и детям приходилось батрачить». После смерти матери в 1920 году, жил с отцом в Титовке, занимался «крестьянством». Весной 1930 года поступил на художественное отделение Куйбышевского педагогического техникума. В июне того же года после расформирования техникума был командирован в Ленинград учиться на рабфаке при Всероссийской Академии художеств.
В 1930—1934 годах Понятов занимался сначала на рабфаке, затем в подготовительных классах при ВАХ. В 1934 году был зачислен на первый курс живописного факультета Ленинградского института живописи, скульптуры и архитектуры Всероссийской Академии художеств. Занимался у В. Н. Мешкова, Р. Р. Френца. В 1930 году М. Понятов женился, в 1931 году у него родился сын. В 1940 году М. Понятов был допущен к написанию дипломной картины по мастерской батальной живописи, но неблагоприятно сложившиеся семейные обстоятельства и плохое состояние здоровья вынудили его в январе 1941 года оставить работу над дипломом и покинуть институт по собственному желанию. Понятов поступил работать в товарищество художников Ленизо, рассчитывая подготовить дипломную картину экстерном. Но этому помешала начавшаяся война.
В июне 1941 года Понятов был призван в Красную Армию. Воевал на Ленинградском фронте рядовым 513 гаубично-артиллерийского полка, преобразованного в 3-ю гаубично-артиллерийскую бригаду. В июне 1944 года получил сквозное пулевое ранение левого коленного сустава с раздроблением бедренной кости. Лечился в Ленинграде, затем в эвакогоспитале в Чите, где после выздоровления по ходатайству администрации был оставлен военкоматом при госпитале в качестве зав. клубом на правах мобилизованного как ограниченно годного. Проработал в этой должности до осени 1945 года. Параллельно работал в Читинском Союзе художников, членом которого состоял с 1944 по 1946 год. Преподавал и заведовал студией Изо. Был награждён медалями «За оборону Ленинграда» и «За победу над Германией».
В 1946 году Понятов возвратился в Ленинград. Его сын погиб в блокаду от истощения. Семья распалась. В 1946 году Понятов поступил копиистом в Ленизо. В 1948 году перешёл в творческую группу, писал картины для реализации через сеть салонов. С 1952 года начал участвовать в выставках, экспонируя свои работы вместе с произведениями ведущих мастеров изобразительного искусства Ленинграда. Писал преимущественно пейзажи и натурные этюды, а также жанровые картины. В 1953 году был принят в члены Ленинградского Союза художников. С июля 1953 года работал в творческой группе Комбината живописно-оформительского искусства Ленинградского отделения Художественного фонда РСФСР.
Среди произведений, созданных М. Понятовым, картины «Осень», «Адмиралтейская набережная» (обе 1953), «Холодный день», «Весна» (обе 1954), «Этюд» (1955), «Начало осени» (1957), «Пейзаж с авиамоделистами» (1958), «Заросшие траншеи», «Ранняя весна» (обе 1959), «Осень» (1963), «В начале мая» (1964), «Тревога», «У броневика В. Ленина» (обе 1965), «Зима», «Поле» (обе 1984) и другие.
Скончался 27 марта 1986 года в Ленинграде на 81-м году жизни.
Произведения М. О. Понятова находятся в музеях и частных собраниях в России и за рубежом.

## Выставки
- 1953 год (Ленинград): Весенняя выставка произведений ленинградских художников.
- 1954 год (Ленинград): Весенняя выставка произведений ленинградских художников.
- 1956 год (Ленинград): Осенняя выставка произведений ленинградских художников.
- 1957 год (Ленинград): 1917 - 1957. Выставка произведений ленинградских художников, .
- 1958 год (Ленинград): Осенняя выставка произведений ленинградских художников.
- 1960 год (Ленинград): Выставка произведений ленинградских художников.
- 1965 год (Ленинград): Весенняя выставка произведений ленинградских художников.
- 1985 год (Ленинград): 40 лет Великой победы. Выставка произведений художников - ветеранов Великой Отечественной войны.